# Frontenay-Rohan-Rohan
Frontenay-Rohan-Rohan è un comune francese di 3 111 abitanti situato nel dipartimento delle Deux-Sèvres, nella regione della Nuova Aquitania.

## Società

### Evoluzione demografica
Abitanti censiti